# Fort Apache (CDP)
Fort Apache – jednostka osadnicza w Stanach Zjednoczonych, w stanie Arizona, w hrabstwie Navajo.